# Oersdorf
Oersdorf er en by og en kommune i det nordlige Tyskland, beliggende i Amt Kisdorf i den vestlige del af Kreis Segeberg. Kreis Segeberg ligger i den sydøstlige del af delstaten Slesvig-Holsten.

## Geografi
Oersdorf ligger umiddelbart nordvest for Kaltenkirchen, omkring 20 km nord for Norderstedt. Mod vest går den tidligere Bundesstraße B 433 fra Norderstedt mod Kaltenkirchen og motorvejen A 7 fra Hamborg mod Flensborg.